# Vápno (Pardubicei járás)
Vápno település Csehországban, a Pardubicei járásban. Vápno Malé Výkleky, Přepychy, Strašov, Sopřeč és Žáravice településekkel határos. Lakosainak száma 128 fő (2024. január 1.).

## Népesség
A település lakosságának változását az alábbi diagram mutatja:
| Lakosok száma | 229  | 247  | 238  | 157  | 133  | 126  | 137  | 128  | 132  | 128  |
|               | 1869 | 1890 | 1921 | 1950 | 1980 | 2001 | 2017 | 2019 | 2022 | 2024 |